# Gaya weberbaueri
Gaya weberbaueri là một loài thực vật có hoa trong họ Cẩm quỳ. Loài này được Ulbr. mô tả khoa học đầu tiên năm 1932.